# Mount Barker
Mount Barker – miasto w Australii, w stanie Australia Południowa.